# Jacques-Cartier (district électoral du Canada-Uni)
Pour les articles homonymes, voir Jacques Cartier (homonymie).
Circonscription électorale provinciale du Canada
Jacques-Cartier (nommé Comté de Montréal entre 1841 et 1854) est un district électoral de l'Assemblée législative de la province du Canada.

## Liste des députés
| Années | Années      | Député                    | Affiliation       |
| ------ | ----------- | ------------------------- | ----------------- |
|        | 1841 - 1843 | Alexandre-Maurice Delisle | Tory unioniste    |
|        | 1843 - 1844 | André Jobin               | Canadien-français |
|        | 1844 - 1848 | André Jobin               | Canadien-français |
|        | Réformiste  | André Jobin               |                   |
|        | 1848 - 1851 | André Jobin               |                   |
|        | 1851 - 1854 | Michel-François Valois    | Rouge             |
|        | 1854 - 1858 | Michel-François Valois    | Rouge             |
|        | 1858 - 1861 | François-Zéphirin Tassé   | Bleu              |
|        | 1861 - 1863 | François-Zéphirin Tassé   | Bleu              |
|        | 1863 - 1864 | François-Zéphirin Tassé   | Bleu              |
|        | 1864 - 1867 | Guillaume Gamelin Gaucher | Bleu              |